# Cadillac-sur-Garonne
Pour les articles homonymes, voir Cadillac.
Cet article possède un paronyme, voir Quédillac.
Ne doit pas être confondu avec Cadillac-en-Fronsadais, dans le même département.
Cadillac-sur-Garonne (Cadilhac en gascon et Cadillac jusqu'au 31 décembre 2022) est une commune du Sud-Ouest de la France, située dans le département de la Gironde, en région Nouvelle-Aquitaine.
Ses habitants sont appelés les Cadillacais.
Situé dans une région viticole bénéficiant d'une appellation spécifique (le cadillac, un bordeaux), le vignoble de Cadillac produit un vin liquoreux réputé. Théâtre d'une riche histoire depuis le XIIIe siècle, Cadillac a récemment rendu hommage à un enfant du pays, le bienheureux Jean-Joseph Lataste (1832-1869), béatifié le 3 juin 2012 par le pape Benoît XVI.

## Géographie

### Localisation
Bastide située sur la rive droite (nord) de la Garonne, la commune se trouve à 34 km au sud-est de Bordeaux, chef-lieu du département et à 13 km au nord-ouest de Langon, chef-lieu d'arrondissement. Elle est la ville-centre d'une unité urbaine dans la couronne périurbaine de l'aire d'attraction de Bordeaux.

### Communes limitrophes
Les communes limitrophes en sont Omet au nord-est, Loupiac au sud-est, Béguey à l'ouest et Laroque au nord. Sur la rive gauche de la Garonne, se trouvent Barsac au sud et Cérons au sud-ouest.
|                       | Laroque              | Omet    |
| Béguey                | Cadillac-sur-Garonne | Loupiac |
| Rive gauche de Cérons | la Garonne Barsac    |         |

### Géologie et relief
La commune fait partie du bassin d'Aquitaine. L'altitude varie de 3 mètres au fond du lit du fleuve à 92 mètres au niveau de la colline au nord-est.
Le territoire se situe en limite de la Guyenne (couche supérieure de l'oligocène), au nord, et des Landes, au sud, au sein du lit de la Garonne (alluvions récentes).

### Hydrographie
Les habitations sont situées le long de la Garonne qui délimite la commune au sud-ouest. Les autres limites sont marquées au nord-ouest par le ruisseau de l'Œuille et au nord-est par le ruisseau de Ricaud.

### Climat
Pour des articles plus généraux, voir Climat de la Nouvelle-Aquitaine et Climat de la Gironde.
Historiquement, la commune est exposée à un climat océanique aquitain.  
En 2020, Météo-France publie une typologie des climats de la France métropolitaine dans laquelle la commune est exposée à un climat océanique et est dans la région climatique  Aquitaine, Gascogne, caractérisée par une pluviométrie abondante au printemps, modérée en automne, un faible ensoleillement au printemps, un été chaud (19,5 °C), des vents faibles, des brouillards fréquents en automne et en hiver et des orages fréquents en été (15 à 20 jours).
Pour la période 1971-2000, la température annuelle moyenne est de 12,9 °C, avec une amplitude thermique annuelle de 15,1 °C. Le cumul annuel moyen de précipitations est de 832 mm, avec 11,1 jours de précipitations en janvier et 6,3 jours en juillet. Pour la période 1991-2020, la température moyenne annuelle observée sur la station météorologique la plus proche, située sur la commune de Sauternes à 12 km à vol d'oiseau, est de 13,9 °C et le cumul annuel moyen de précipitations est de 859,6 mm,. Pour l'avenir, les paramètres climatiques de la commune estimés pour 2050 selon différents scénarios d’émission de gaz à effet de serre sont consultables sur un site dédié publié par Météo-France en novembre 2022.

## Urbanisme

### Typologie
Au 1er janvier 2024, Cadillac-sur-Garonne est catégorisée bourg rural, selon la nouvelle grille communale de densité à sept niveaux définie par l'Insee en 2022.
Elle appartient à l'unité urbaine de Cadillac-sur-Garonne, une agglomération intra-départementale regroupant quatre  communes, dont elle est ville-centre,,. Par ailleurs la commune fait partie de l'aire d'attraction de Bordeaux, dont elle est une commune de la couronne,. Cette aire, qui regroupe 275 communes, est catégorisée dans les aires de 700 000 habitants ou plus (hors Paris),.

### Occupation des sols

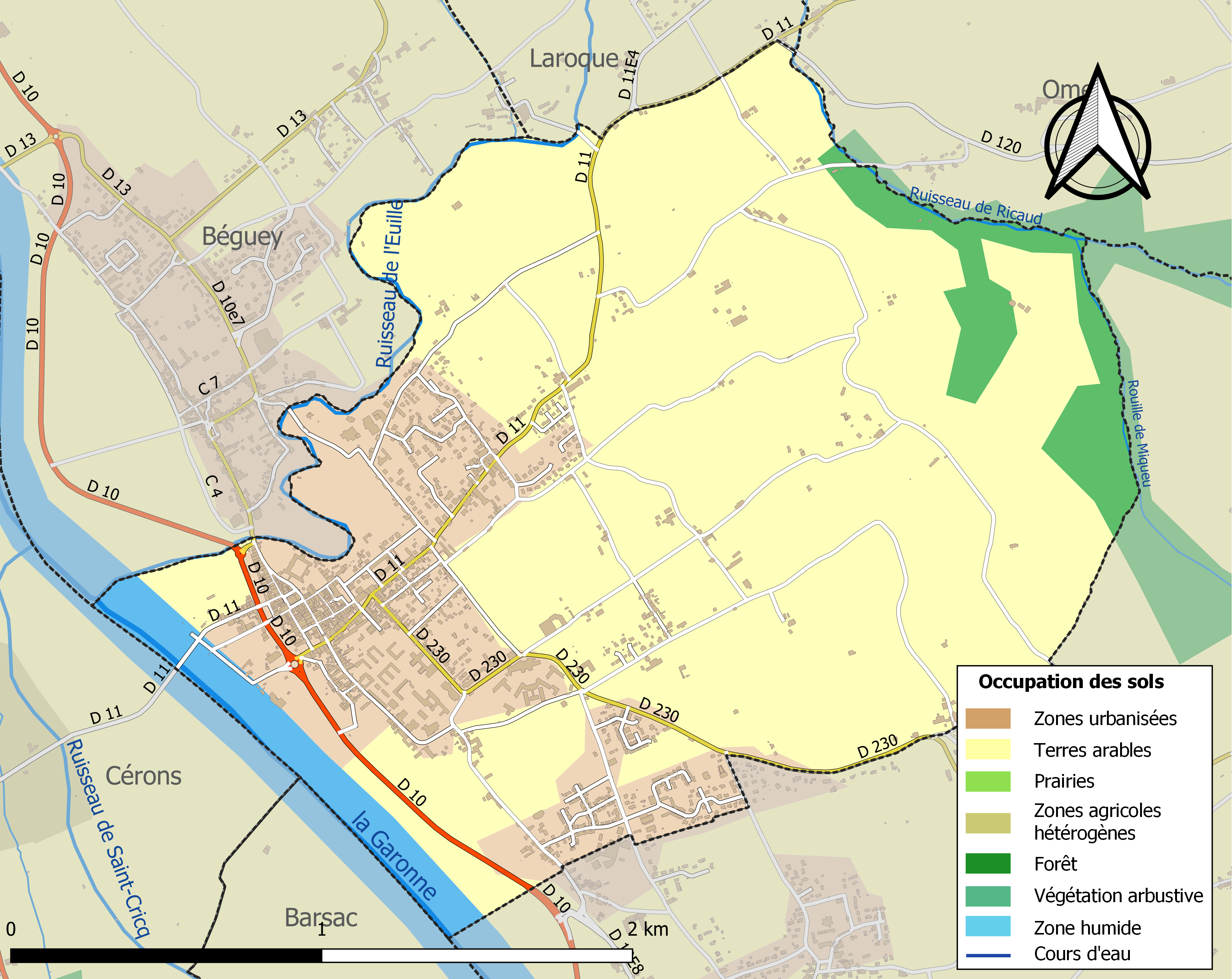
Carte des infrastructures et de l'occupation des sols de la commune en 2018 (CLC).

L'occupation des sols de la commune, telle qu'elle ressort de la base de données européenne d’occupation biophysique des sols Corine Land Cover (CLC), est marquée par l'importance des territoires agricoles (71,8 % en 2018), en diminution par rapport à 1990 (74,4 %). La répartition détaillée en 2018 est la suivante : 
cultures permanentes (70,7 %), zones urbanisées (20 %), forêts (4,5 %), eaux continentales (3,7 %), terres arables (1,1 %).
L'IGN met par ailleurs à disposition un outil en ligne permettant de comparer l’évolution dans le temps de l’occupation des sols de la commune (ou de territoires à des échelles différentes). Plusieurs époques sont accessibles sous forme de cartes ou photos aériennes : la carte de Cassini (XVIIIe siècle), la carte d'état-major (1820-1866) et la période actuelle (1950 à aujourd'hui).

### Logements
En 2009, on dénombrait à Cadillac 1 160 logements dont 1 014 résidences principales soit 87,4 % de l'ensemble des logements. Les résidences secondaires et logements occasionnels sont au nombre de 7 soit un pourcentage de 0,6 %. Le nombre de logements vacants s'élève à 139 soit 12,0 %. Sur l'ensemble de ces logements, on dénombre 734 logements individuels soit 63,3 % et 420 logements dans un immeuble collectif soit 36,2 %.

### Voies de communication et transports

#### Réseau routier

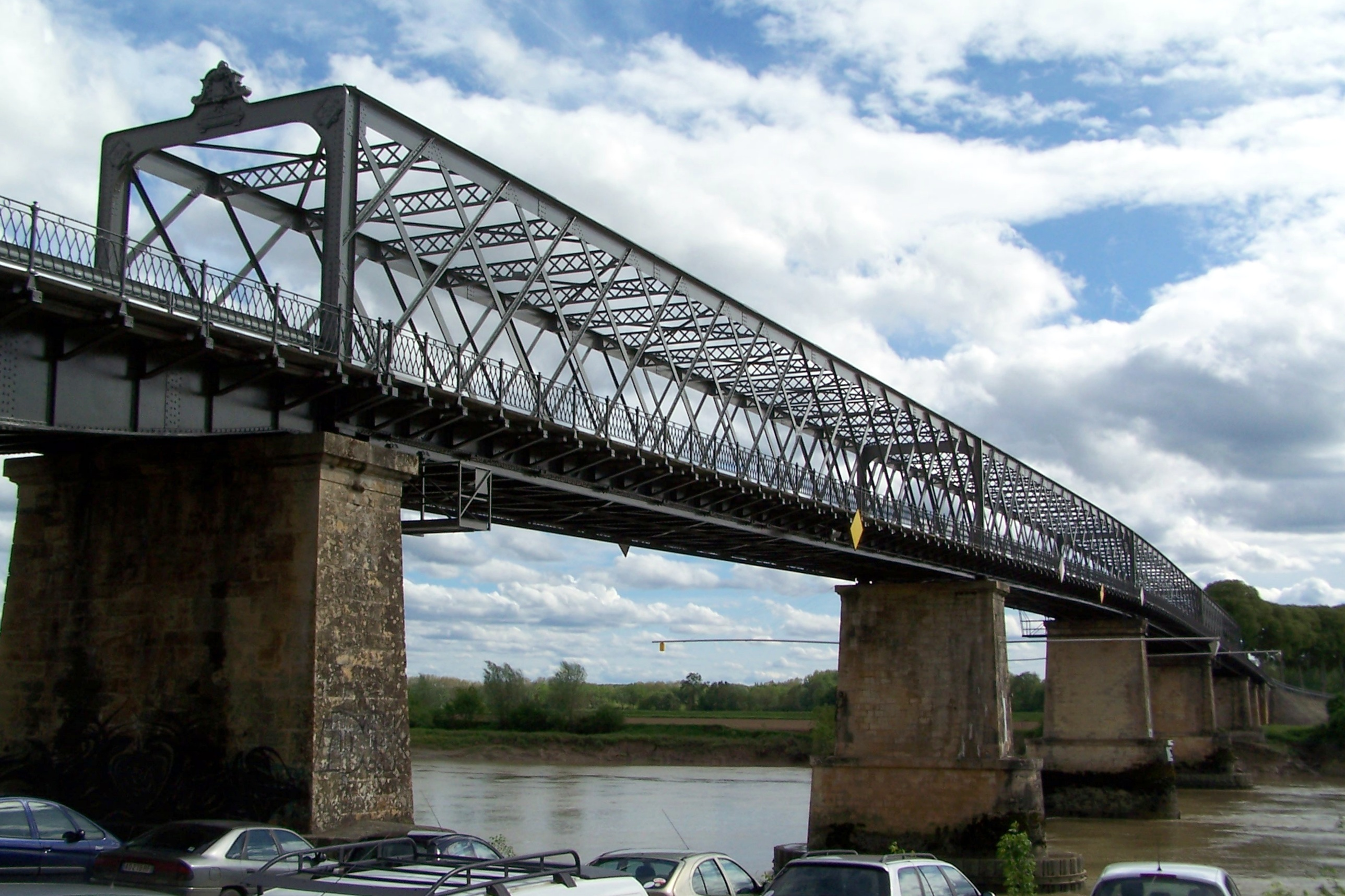
Le pont de Cadillac sur la Garonne.

accessible à la sortie  2 Podensac
 vers Beguey, Langoiran, Bordeaux, Loupiac, Saint-Maixant et Langon. 

 vers , Cérons, Illats, Targon et Branne. 

 vers Beguey, Créon, Saint-Germain-du-Puch et Podensac. 

 vers Monprimblanc et Sauveterre-de-Guyenne. 

#### RéseauTER
La gare SNCF la plus proche est celle de Cérons, sur la ligne Bordeaux - Sète du TER Nouvelle-Aquitaine, qui se situe à 2,5 km vers le sud-ouest. Celle de Langon qui propose plus de trafic se situe à 13 km vers le sud-est.

#### RéseauTransGironde
La ligne 481 dessert la commune (Bordeaux Staligrad <=> Cadillac).

#### Historique
Entre 1897 et 1935, la ville est desservie par le tramway de Bordeaux à Cadillac.

### Risques majeurs
Le territoire de la commune de Cadillac est vulnérable à différents aléas naturels : météorologiques (tempête, orage, neige, grand froid, canicule ou sécheresse), inondations et séisme (sismicité très faible). Un site publié par le BRGM permet d'évaluer simplement et rapidement les risques d'un bien localisé soit par son adresse soit par le numéro de sa parcelle.
Certaines parties du territoire communal sont susceptibles d’être affectées par le risque d’inondation par débordement de cours d'eau, notamment la Garonne et le ruisseau de l'Euille. La commune a été reconnue en état de catastrophe naturelle au titre des dommages causés par les inondations et coulées de boue survenues en 1982, 1983, 1985, 1988, 1989, 1990, 1995, 1999, 2009, 2020 et 2021,.

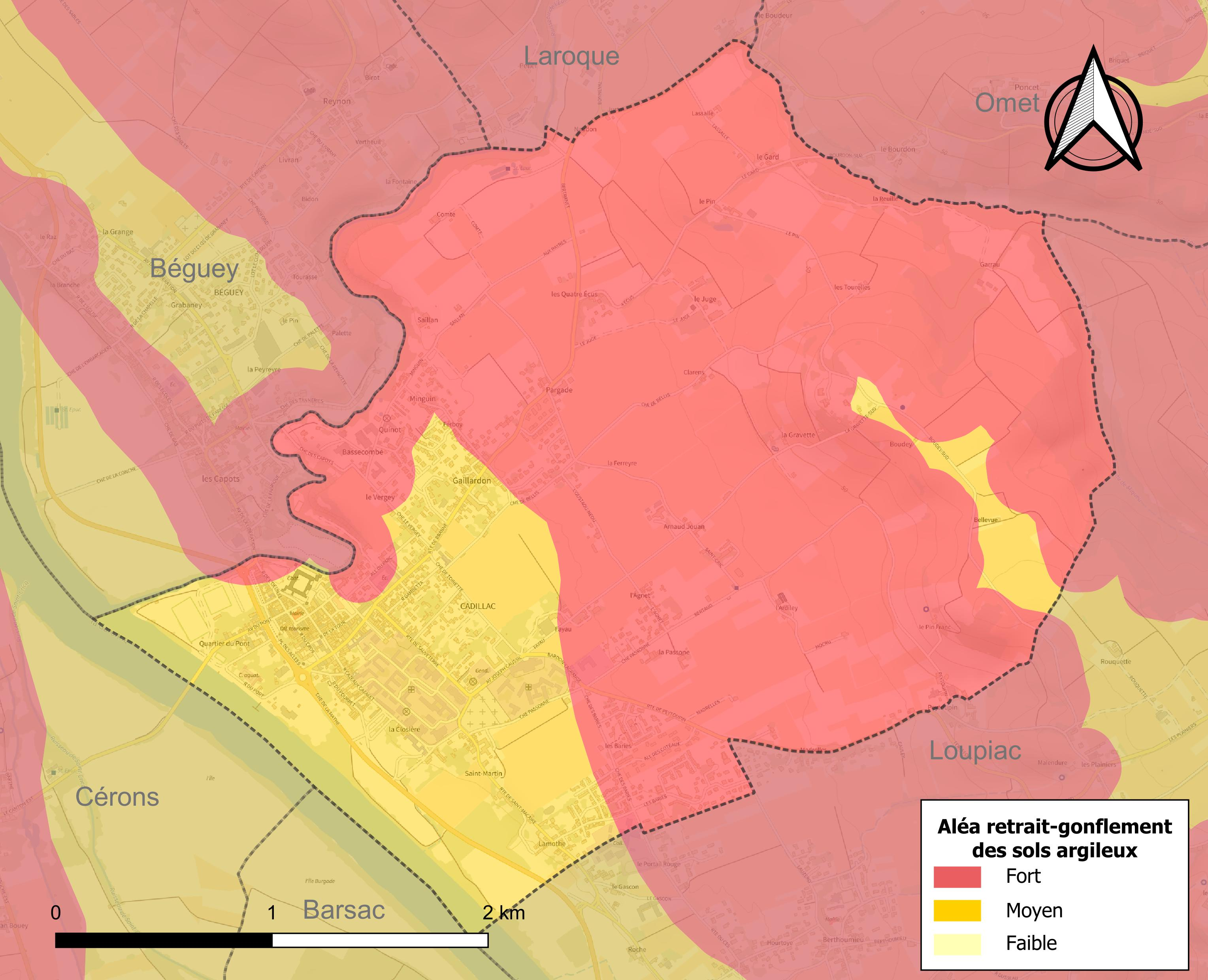
Carte des zones d'aléa retrait-gonflement des sols argileux de Cadillac.

Le retrait-gonflement des sols argileux est susceptible d'engendrer des dommages importants aux bâtiments en cas d’alternance de périodes de sécheresse et de pluie. La totalité de la commune est en aléa moyen ou fort (67,4 % au niveau départemental et 48,5 % au niveau national). Sur les 954 bâtiments dénombrés sur la commune en 2019, 954 sont en aléa moyen ou fort, soit 100 %, à comparer aux 84 % au niveau départemental et 54 % au niveau national. Une cartographie de l'exposition du territoire national au retrait gonflement des sols argileux est disponible sur le site du BRGM,.
Par ailleurs, afin de mieux appréhender le risque d’affaissement de terrain, l'inventaire national des cavités souterraines permet de localiser celles situées sur la commune.
Concernant les mouvements de terrains, la commune a été reconnue en état de catastrophe naturelle au titre des dommages causés par des mouvements de terrain en 1999.

## Toponymie
Cadillac est attesté sous la forme Cadilacum en 1306.
Il s'agit d'une formation toponymique gauloise ou gallo-romaine en -acum, dont l'élément Cadil- représente un anthroponyme,
Albert Dauzat propose le nom d'homme gallo-romain *Catilius (non attesté), issu du gaulois Catilus, qu’Ernest Nègre explique par le nom de personne roman Catilius.
Le suffixe -acum est d'origine gauloise -acon (du celtique commun *-āko / *-(i)āko-). Il servait à localiser des lieux ou des personnes à l'origine, avant de devenir un suffixe marquant la propriété à l'époque gallo-romaine. Il a donné -ac dans le Sud de la France (et parfois en Bretagne) et -(a)y / -(e)y /-é, etc. dans le Nord.
Remarque : homonymie avec certains Chailly du nord de la France, comme Chailly-en-Bière (Île-de-France, Cadiliaco 808).

## Histoire
L'histoire de Cadillac est bien documentée depuis le XIIIe siècle,,.
Cadillac est une bastide fondée en 1280 par Jean Ier de Grailly, en sa qualité de vicomte de Benauges (Jean de Grailly était aussi à cette date sénéchal de Guyenne), sur l'emplacement du Bourg Saint-Jean. Elle ne commença à se fortifier qu'à partir de 1315, et l'enceinte et les portes furent entièrement terminées vers 1366. Elle devint alors une place forte importante, essentielle à la défense de Bordeaux.
Elle contribua, à partir de la deuxième moitié du XIVe siècle, à la création puis au développement du vignoble de l’Entre-deux-Mers (entre Garonne et Dordogne) grâce à son port sur la Garonne d’où transitait le vin jusqu'à Bordeaux. En 1565, Cadillac est une des étapes du Grand tour de France de Charles IX : le roi y passe la nuit du 31 mars au 1er avril.
Le château d'apparat, qui occupe un tiers de la superficie de la bastide, a été construit au début du XVIe siècle à l'emplacement d'une place-forte médiévale détruite à la fin du XVIe siècle. Commandé par Jean Louis de Nogaret de La Valette, duc d’Épernon, c'était un somptueux palais remarquable par la régularité de son plan, ses glacis fortifiés, la simplicité de ses élévations et sa décoration intérieure : carrelages polychromes, plafonds peints, tapisseries tissées sur place et surtout cheminées monumentales sculptées et incrustées de marbre. Au XIXe siècle et jusqu'à 1953, il a servi de prison pour femmes. Il est aujourd'hui ouvert à la visite et valorisé par le Centre des monuments nationaux.
Sous l'Ancien Régime, Cadillac était composée de la paroisse Saint-Martin (qui devient la commune actuelle), ainsi que de l'hôpital Sainte-Marguerite de la Charité construit par le duc d'Epernon en 1617, et ainsi nommé en mémoire de son épouse décédée en couches à 26 ans. La commune de Cadillac est parfois dénommée « Cadillac-sur-Garonne » (nom d'usage).
Sous la Révolution, Cadillac et Bordeaux furent les seuls districts girondins où la majorité du clergé refusa de prêter le serment de la Constitution civile du clergé (promulguée en juillet 1790) exigé des prêtres fonctionnaires publics.
L’hôpital psychiatrique de Cadillac fut construit dans le style néo-classique bordelais vers 1790. En 1838, il est agréé comme « asile d’aliénés », devient autonome en 1912 et relève des services départementaux à la faveur de la loi de 1970. Le centre hospitalier est propriétaire du château Lassalle, depuis 1879. Son domaine viticole s’étend sur 22 hectares de coteaux répartis sur les communes de Cadillac, Laroque et Béguey.
Quelque 525 poilus de la Première Guerre mondiale victimes du trouble de stress post-traumatique sont pensionnaires de l'hôpital psychiatrique de Cadillac ; 200 y sont morts et 98 sépultures sont aménagées dans le cimetière des Oubliés.

## Héraldique
| Armes | Les armes de Cadillac se blasonnent ainsi : Écartelé : au premier et au quatrième d'or aux trois pals de gueules, au deuxième et au troisième d'or aux deux vaches de gueules passant l'une sur l'autre. |

## Politique et administration

### Administration municipale
Le nombre d'habitants de la commune étant compris entre 1 500 et 2 500, le nombre de membres du conseil municipal depuis le 01/01/2013 est de 20 membres.

### Liste des maires
| Période                                  | Période   | Identité                       | Étiquette      | Qualité |
| ---------------------------------------- | --------- | ------------------------------ | -------------- | --- |
| 1977                                     | juin 1995 | Jacques Dumas                  | RPR puis UMP   | Conseiller général (1985-2004) |
| juin 1995                                | mars 2014 | Hervé Le Taillandier de Gabory | PRG puis PS    | Conseiller général (2004-2011) |
| mars 2014                                | En cours  | Jocelyn Doré                   | Sans étiquette | Retraité Fonction publique Président de la CC des Coteaux de Garonne (2014-2016) Président de la Communauté de communes Convergence Garonne (2020-) |
| Les données manquantes sont à compléter. |           |                                |                | |

### Politique de développement durable
La commune a engagé une politique de développement durable en lançant une démarche d'Agenda 21.

### Politique environnementale
Dans son palmarès 2024, le Conseil national de villes et villages fleuris de France a attribué deux fleurs à la commune.

### Jumelages
| \| Canet de Mar Cadillac \| Localisation de Cadillac et Canet de Mar. |
| Canet de Mar Cadillac                                                 |

Au 20 novembre 2012, Cadillac est jumelée avec :
- Canet de Mar (Espagne) depuis 1987.

## Population et société

### Démographie
| 1793  | 1800  | 1806  | 1821  | 1831  | 1836  | 1841  | 1846  | 1851  |
| ----- | ----- | ----- | ----- | ----- | ----- | ----- | ----- | ----- |
| 1 418 | 1 326 | 1 452 | 1 533 | 1 522 | 1 420 | 1 967 | 2 083 | 2 166 |

| 1856  | 1861  | 1866  | 1872  | 1876  | 1881  | 1886  | 1891  | 1896  |
| ----- | ----- | ----- | ----- | ----- | ----- | ----- | ----- | ----- |
| 2 295 | 2 549 | 2 569 | 2 777 | 2 899 | 2 839 | 2 872 | 2 399 | 2 715 |

| 1901  | 1906  | 1911  | 1921  | 1926  | 1931  | 1936  | 1946  | 1954  |
| ----- | ----- | ----- | ----- | ----- | ----- | ----- | ----- | ----- |
| 2 783 | 2 976 | 3 195 | 3 000 | 3 013 | 3 019 | 3 085 | 2 783 | 2 882 |

| 1962  | 1968  | 1975  | 1982  | 1990  | 1999  | 2006  | 2007  | 2012  |
| ----- | ----- | ----- | ----- | ----- | ----- | ----- | ----- | ----- |
| 3 204 | 3 748 | 3 340 | 2 961 | 2 582 | 2 365 | 2 427 | 2 435 | 2 713 |

| 2017  | 2022  | - | - | - | - | - | - | - |
| ----- | ----- | - | - | - | - | - | - | - |
| 2 789 | 2 727 | - | - | - | - | - | - | - |

### Enseignement
La ville administre une école maternelle et une école élémentaire communales.
Les Cadillacais disposent également d'établissements privés : l'école et le collège Jean-Joseph-Lataste, établissement privé catholique sous contrat d'association avec l'État ainsi que du collège Anatole France, placé en zone d'éducation prioritaire (ZEP). Ce dernier regroupe environ 680 élèves venant de Cadillac et des communes environnantes,.

### Manifestations culturelles et festivités
Cadillac s'anime à de nombreuses reprises durant l'année, notamment en été pour le festival « Les Baladins à Cadillac » (qui se déroule sur 2 dates, en juillet et en août), et en septembre pour « La Ronde de Nuit ». Le château animé par le Centre des monuments nationaux programme régulièrement de grandes expositions et des manifestations culturelles.

### Santé
La commune abrite un centre hospitalier disposant d'une unité pour malades difficiles compte tenu de sa spécialisation dans la prise en charge de la maladie mentale.

### Cultes
Les Cadillacais disposent de lieux de culte catholique et musulman.

#### Culte catholique
Le territoire de la commune de Cadillac est situé dans le secteur pastoral « Targon-Langoiran-Cadillac » au sein de l'archidiocèse de Bordeaux. Deux lieux de culte catholique en dépendent : la collégiale Saint-Blaise-Saint-Martin et la chapelle de l'hôpital.

#### Culte musulman
La communauté musulmane dispose de la mosquée Tawba.

## Économie

### Revenus de la population et fiscalité
En 2010, le revenu fiscal médian par ménage était de 20 484 €, ce qui plaçait Cadillac au 29 732e rang parmi les 31 525 communes de plus de 40 ménages en métropole.

### Emploi
En 2009, parmi la population âgée de 15 à 64 ans, la commune comptait 1 625 personnes dont 63,4 % actifs (53,7 % ayant un emploi et 9,7 % au chômage). Parmi la population de 15 ans et plus, la commune comptait 0,4 % d'agriculteurs exploitants, 3,3 % d'artisans - commerçants - chefs d'entreprise, 4,0 % de cadres et professions intellectuelles supérieures, 9,4 % de professions intermédiaires, 16 % d'employés, 16,4 % d'ouvriers, 25,6 % de retraités et 25 % d'autres personnes sans activité professionnelle.

### Entreprises et commerces
Le vignoble de Cadillac produit principalement un vin blanc liquoreux portant l'appellation de cadillac. Par ailleurs, Cadillac est située dans la zone de production de l'appellation premières-côtes-de-bordeaux (un vin blanc sec) et de la dénominaiton cadillac-côtes-de-bordeaux (un vin rouge).
Au 31 décembre 2010, la commune comptait 321 établissements dont 5,9 % dans le domaine agriculture - sylviculture - pêche, 6,5 % dans l'industrie, 8,1 % dans la construction 62 % dans le commerce - transports - services divers, et 17,4 % dans l'administration publique - enseignement - santé - action sociale.
Un marché se tient tous les samedis matin.

## Culture locale et patrimoine

### Lieux et monuments
La commune de Cadillac compte trois monuments classés et deux monuments inscrits au titre des monuments historiques :
- le château de Cadillac, construit par Jean Louis de Nogaret de La Valette, duc d'Épernon, sous le règne d'Henri IV, est un château de style classique surplombant les anciennes murailles de la ville. Il est classé depuis 1862[58] ;
- les remparts, vestiges de l'enceinte de la bastide, sont parsemés autour de la vieille ville à l'instar de la porte de la Mer au sud et celle de l'Horloge à l'est. Ils sont classés depuis 1862[59] ;
- l'église Saint-Martin, a été construite entre la fin du XIVe siècle et le début du XVe siècle ; une chapelle funéraire la jouxte qui abrite les tombeaux des ducs d'Épernon ; l'église est classé depuis 2002[60] ;
- le cimetière des Oubliés est un lieu de sépulture ayant appartenu à l'hôpital psychiatrique de la ville de 1920 à 1994 puis à la commune et qui abrite environ 900 tombes ; il est inscrit depuis 2010[61] pour son mur de clôture ;
- la porte du potager des ducs d'Épernon, élevée au XVIIIe siècle, est inscrite depuis 1965[62].

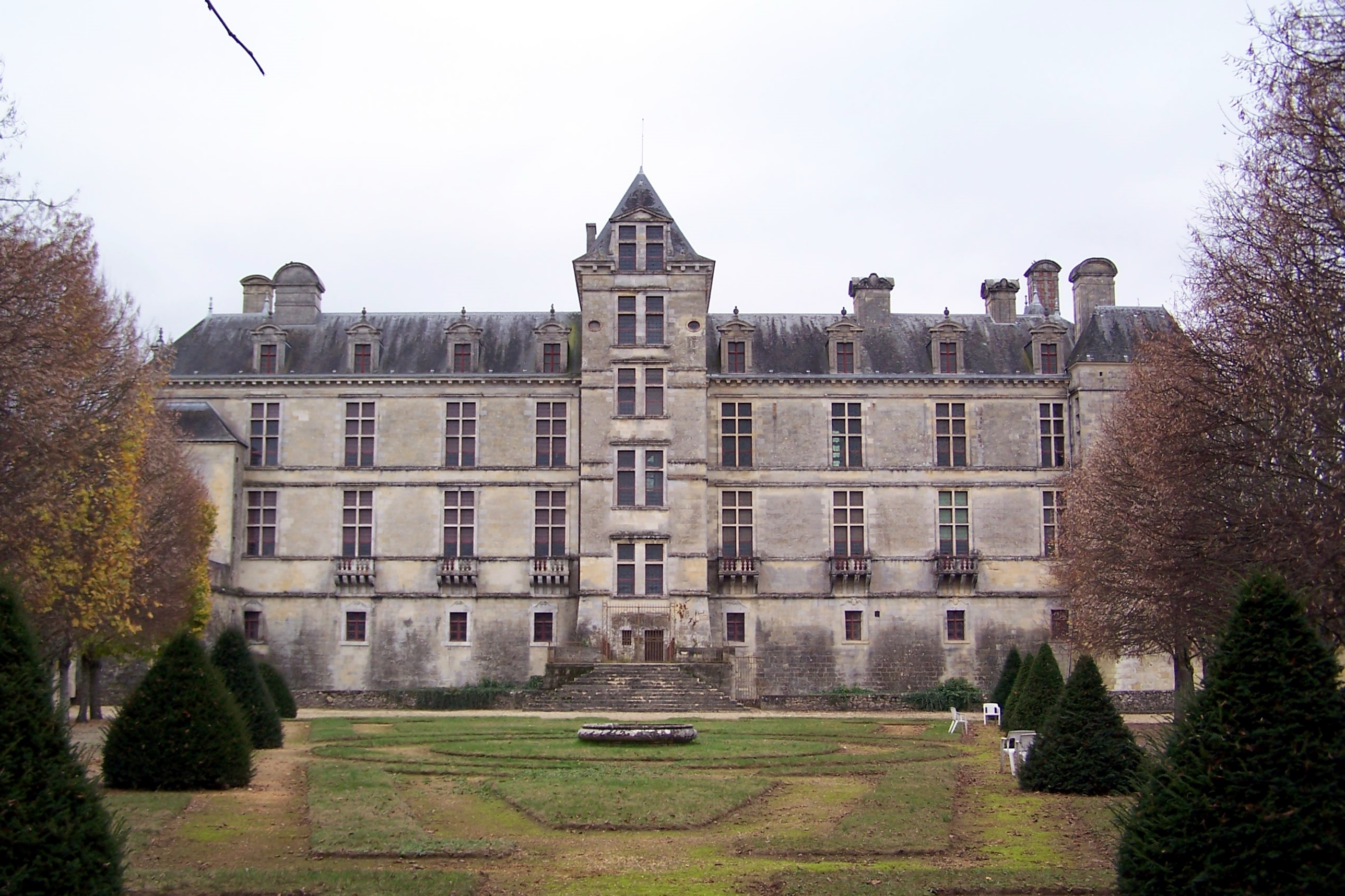
Vue ouest du château (nov. 2011).
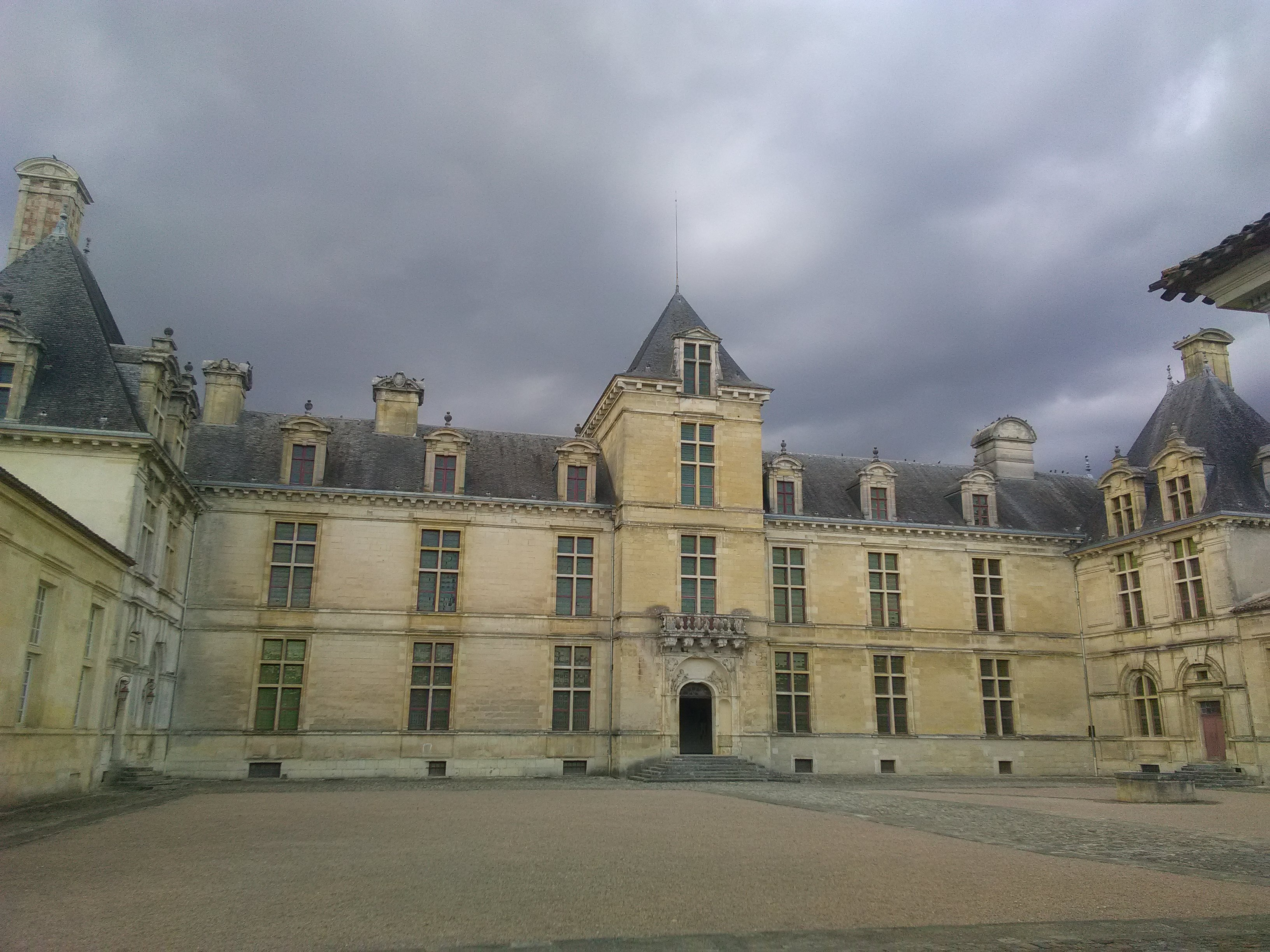
Cour intérieure du château de Cadillac (sept. 2018).
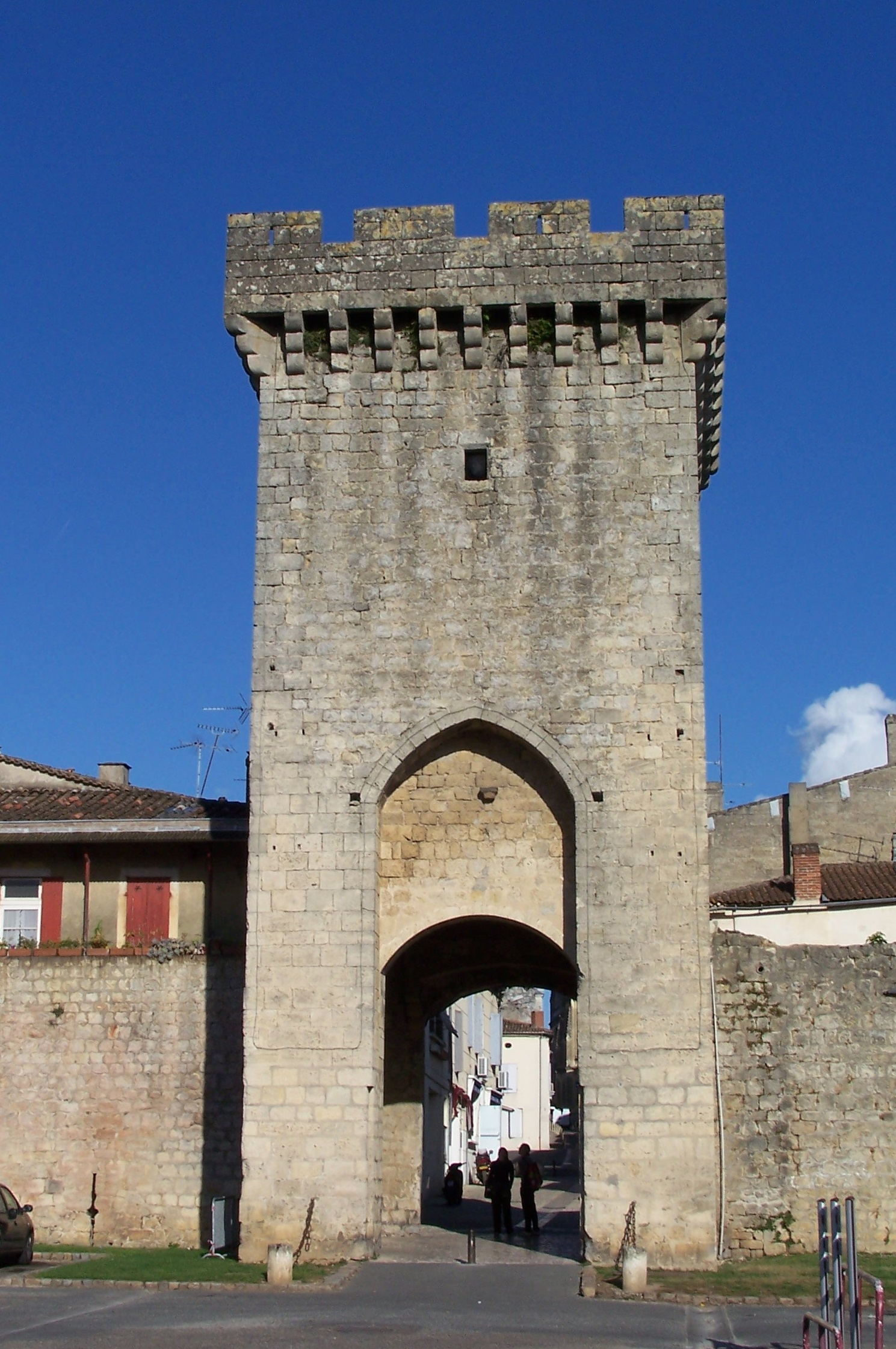
La porte de la Mer (nov. 2011).
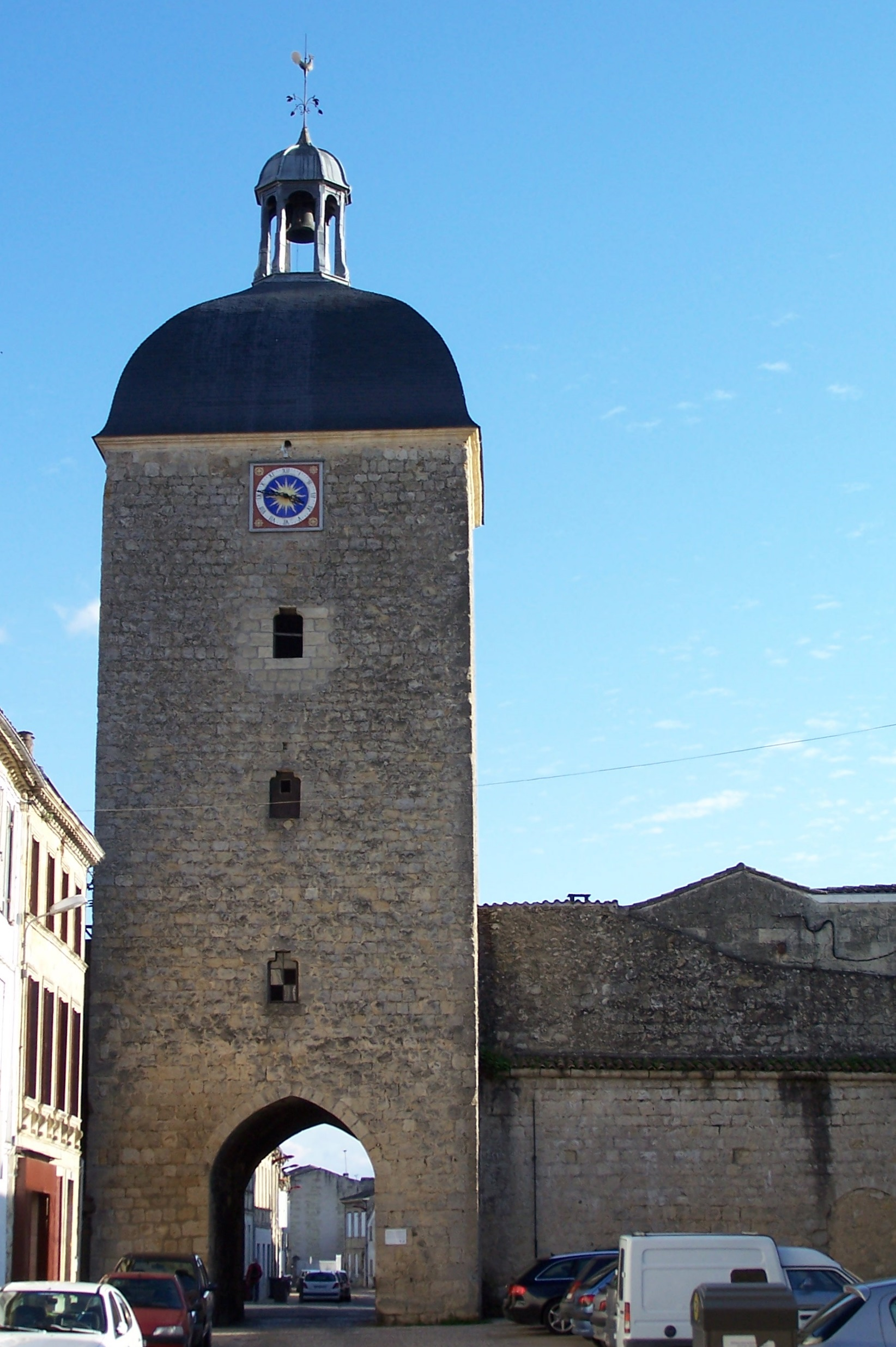
La porte de l'Horloge (nov. 2011).
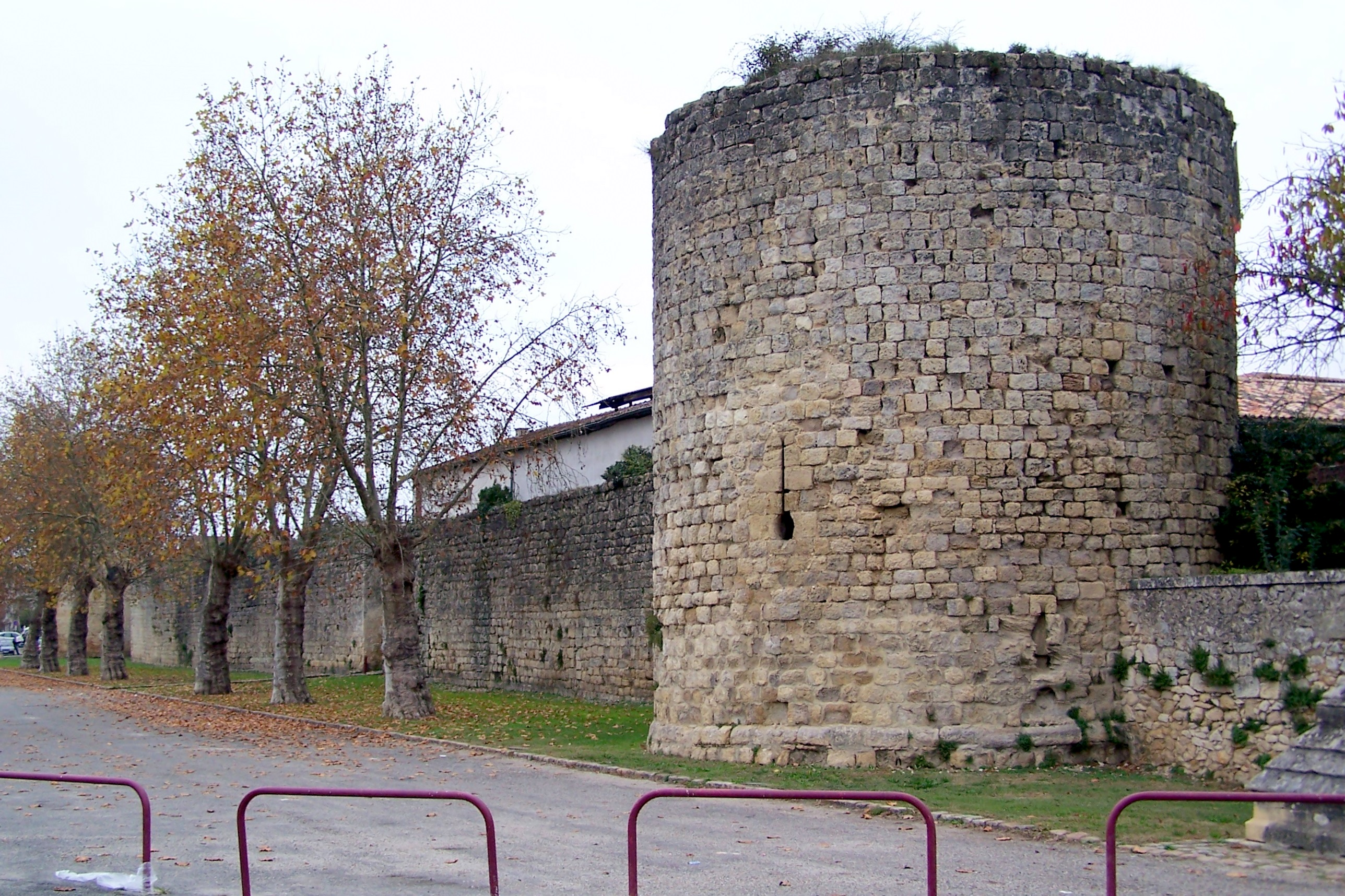
Tour sud-est (nov. 2011).
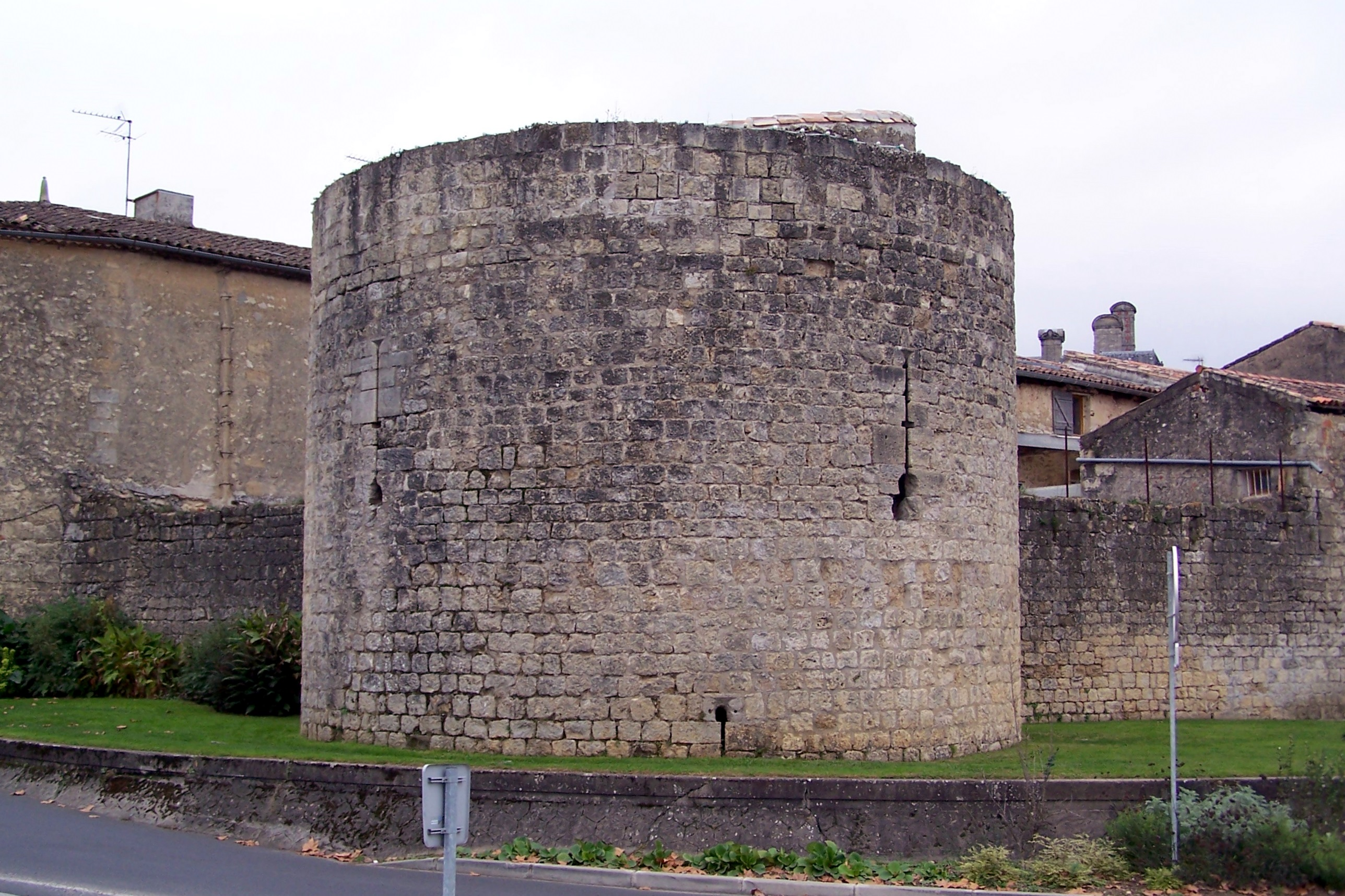
Tour sud-ouest (nov. 2011).
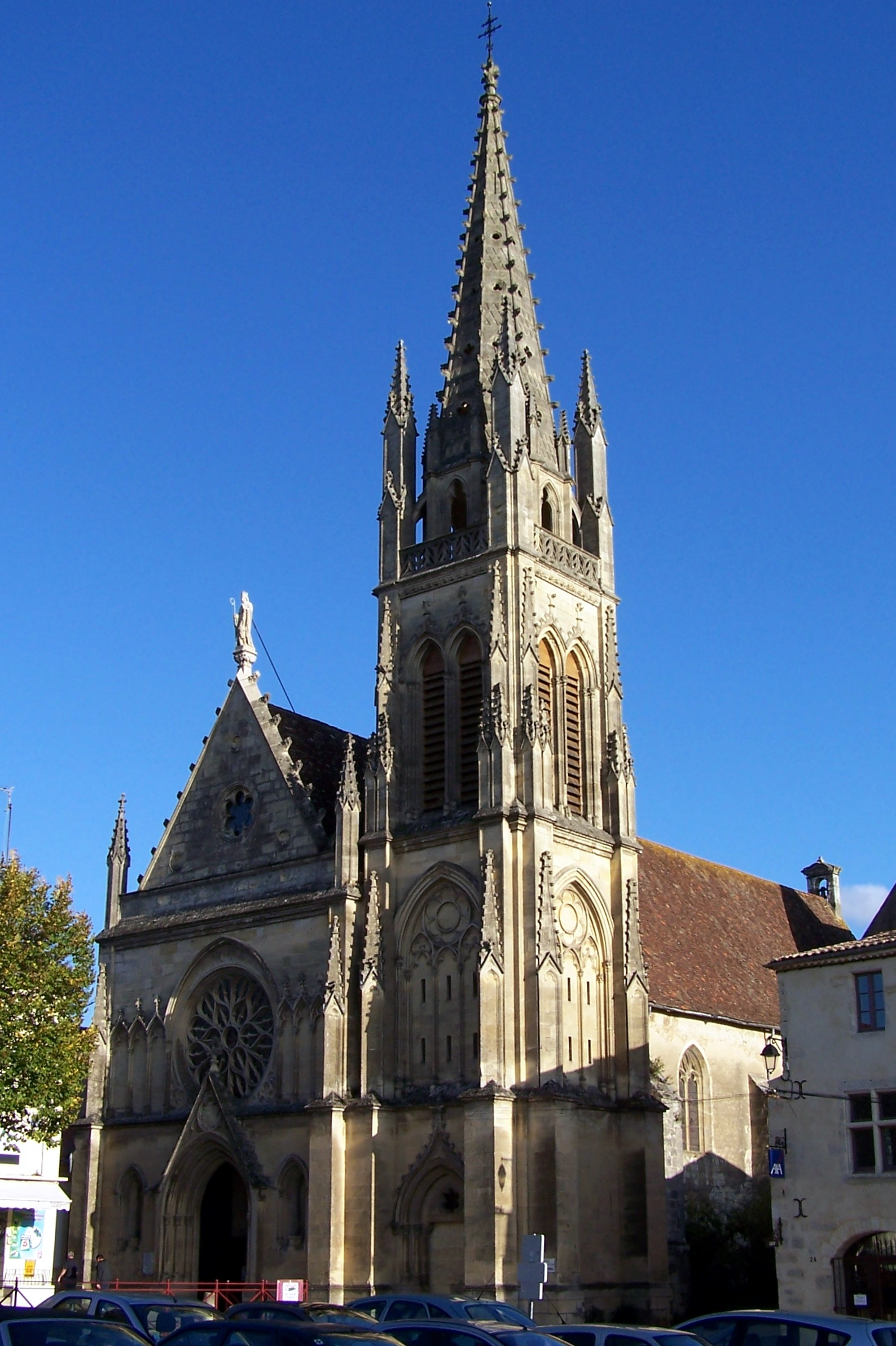
L'église Saint-Martin (nov. 2011).
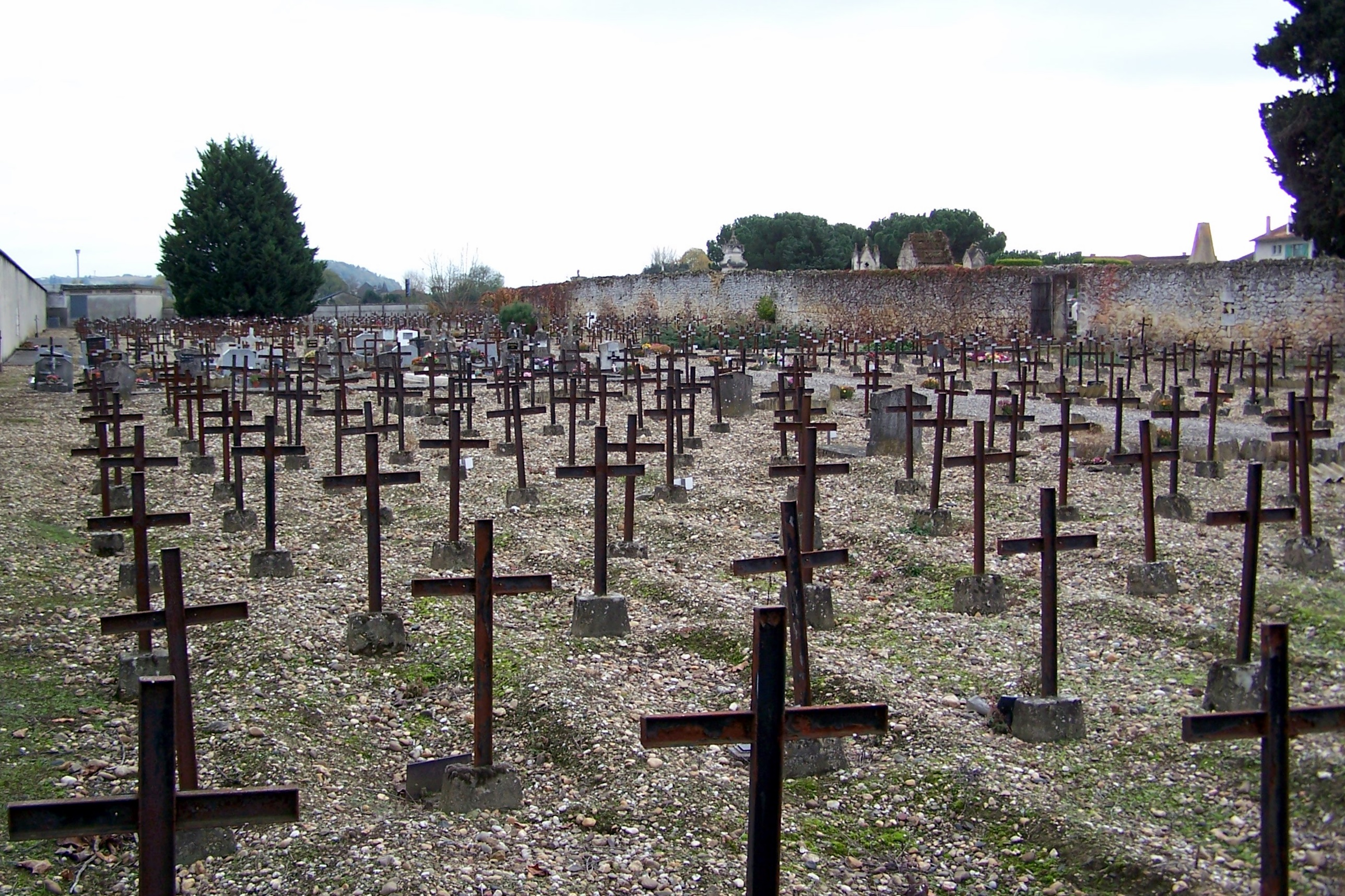
Le cimetière des Oubliés (nov. 2011).

Le bâtiment abritant les services de la mairie, sur la place de la République, place centrale de la bastide, est remarquable lui aussi, hébergeant une halle couverte en rez-de-chaussée.

### Personnalités liées à la commune
(Par ordre alphabétique)

#### Nés à Cadillac
- François Belloc (1731-1805), né et mort à Cadillac, militaire.
- Jean-Louis Fisson-Jaubert (1752-1804), homme politique, député du tiers état aux États généraux de 1789.
- Fernand Lataste (1847-1934), né à Cadillac, zoologiste français, professeur de zoologie à la faculté de médecine de Santiago-du-Chili, juriste-médecin et biologiste.
- Jean-Joseph Lataste (1832-1869), né à Cadillac, prêtre dominicain, fondateur des Dominicaines de Béthanie. béatifié par le pape Benoît XVI, son nom a été donné à des allées de la commune en septembre 2012[63].
- Stéphane Bellenger, membre du groupe Stupeflip, dit venir de Cadillac. Le nom de « Cadillac » est également l'un de ses pseudonymes.

#### Morts à Cadillac
- Jean Castagnez (1902-1976), député sous la Troisième République, militant de la SFIO et du Parti socialiste démocratique, mort à Cadillac.
- Georges Cazeaux-Cazalet (Georges, Barthélémy Cazeaux-Cazalet), né en 1861 à Loupiac, député girondin et maire de Cadillac, mort le 12 novembre 1911 à Cadillac[64],[65].
- Léo Melliet (1843-1909), personnalité de la Commune de Paris mort à Cadillac.
- Thierry Metz (1956-1997), écrivain et poète, né à Paris, mort à Cadillac.

#### Autres liens
- Guillaume Cureau (ca 1595-1648), peintre ; de 1633 à 1635, il peint les voûtes de la chapelle du château de Cadillac.
- Jean de Grailly (1330-1376), vicomte de Benauges.
- Jean Louis de Nogaret de La Valette (1554-1642), duc d'Épernon, fit construire le château de Cadillac.
- Nicolas Tourriol, journaliste et présentateur de télévision sur la chaîne Canal+, a grandi dans la commune[66].

### Littérature
- Gilles Ortlieb, Cadillac, avec deux peintures de Denis Martin, éditions Fata Morgana, 2022 (présentation en ligne)